# Jean Cron
Jean Cron (* 3. Dezember 1884 in Buschwiller; † 10. September 1950 in Basel) war ein Schweizer Unternehmer und Erfinder.

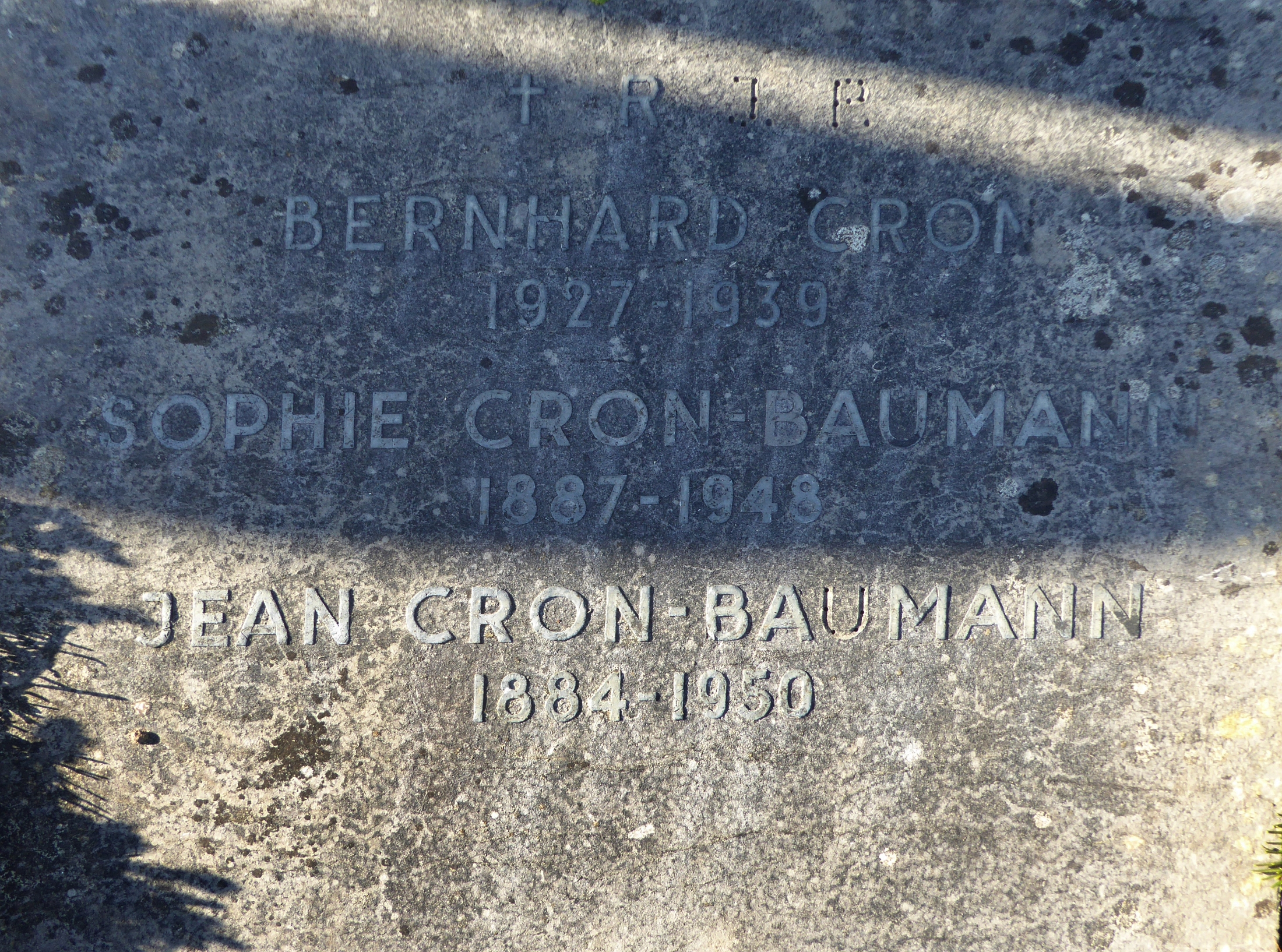
Grab auf dem Friedhof am Hörnli

## Leben und Werk
Jean Cron war ein Sohn des Zimmermanns Joseph Cron. Die Familie zog 1892 nach Basel. Ab 1900 absolvierte er eine Lehre als Zimmermann. Anschliessend arbeitete er bei der Firma Preiswerk & Cie und brachte es bis zum Direktor. 1936 gründete er die Baufirma Jean Cron und wandelte diese 1947 zu einer Aktiengesellschaft um. Zudem erfand und patentierte er Holzwohnbaracken und -kirchen.
Jean Cron war mit Sophie Joséphine, geborene Baumann (1887–1948), verheiratet. Er fand seine letzte Ruhestätte auf dem Friedhof am Hörnli.